# Repubblica Astese (1095)
(Codex Astensis 
qui De Malabayla communiter nuncupatur,
 memoria di Quintino Sella,
 volume I, capitolo I, Reale Accademia dei Lincei, Roma 1887)

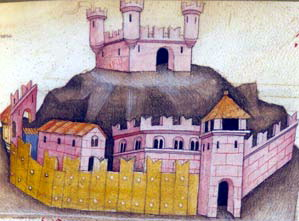
Codex Astensis. Miniatura del villaggio e del castello di Annone, donati da Oddone III al neonato comune di Asti

La Repubblica Astese o libero comune di Asti si costituì nel 1095. Grazie al notevole sviluppo economico scaturito da una fitta rete di commerci dei suoi cittadini in tutta Europa, si rivelò una delle entità politiche ed economiche più importanti dell'Italia nord-occidentale fino alla metà del XIV secolo.
Fu protagonista delle lotte per la supremazia nel Piemonte, uscendone più di una volta vincitrice sui signori confinanti che cercarono per più di tre secoli di assoggettarla.
Roccaforte del ghibellinismo piemontese, seppe rendersi indipendente sia dal potere della Chiesa che dall'Impero per quasi tre secoli.
Le insanabili lotte intestine tra guelfi e ghibellini astigiani costrinsero infine il comune a chiedere aiuto ed intervento ai signori stranieri, che inevitabilmente (nel 1342) misero fine all'indipendenza repubblicana.

## XI secolo

### Nascita del Comune
La città di Asti all'inizio dell'XI secolo, grazie all'intercessione del vescovo Oberto I presso l'imperatore Corrado II, ottenne particolari riconoscimenti imperiali che consentirono lo sviluppo e la formazione di una propria classe dirigente (i cives).
Questa nuova nobiltà in seguito fu in grado di opporsi alle mire egemoniche della contessa Adelaide, tesa all'espansione e al consolidamento dinastico della Marca arduinica di cui la contea di Asti faceva parte.
Con questo stratagemma il vescovo mantenne la città, seppure solo formalmente, sottomessa all'episcopato da vincoli feudali di tipo collettivo, senza incorrere negli scontri e sollevazioni che si verificarono invece nelle altre città piemontesi (per esempio Ivrea, Alba, Vercelli).
Il 28 marzo 1095 il vescovo Oddone, che alla morte della contessa Adelaide era stato nominato conte di Asti dall'imperatore Enrico IV, cedette in beneficio il castello di Annone ai consoli della città (... ad consules Astensis civitatis).
Gli studiosi lo interpretarono all'unanimità come l'atto di nascita del comune astigiano.
Presenziarono all'atto due gruppi di cittadini: i consules civitatis da una parte e i funzionari del vescovo dall'altra
Secondo il Bressi, il vescovo con questo accordo tentò di ostacolare le mire espansionistiche dei conti laici confinanti, assicurandosi l'appoggio della nuova organizzazione cittadina, embrione del futuro libero comune.
La spiccata predisposizione della città di Asti per il commercio, vista la sua localizzazione strategica sui principali percorsi commerciali dell'Italia nord-orientale verso l'Europa del Nord, fece sì che la politica estera del comune coincidesse con gli interessi dei propri mercanti.
L'attività mercatale svolta in città risaliva a tempi molto antichi e si sviluppò senza interruzione fino all'XI secolo. A conferma di ciò, nel XII secolo la città ebbe la concessione imperiale di "battere moneta" quale riconoscimento ufficiale dell'importante ruolo economico svolto dalla città nell'alto Medioevo.

## XII secolo

### La Garsia di Quarto ed i successivi contrasti con l'Episcopato
Tra il 1110 ed il 1111 avvenne il primo passo espansionistico del comune di Asti: con l'intento di creare un collegamento tra la città ed il castello di Annone, avuto in concessione dal vescovo Oddone nel 1095, la milizia comunale astese occupò il territorio di Quarto d'Asti che fungeva da cuscinetto tra Annone e la città.
Essendoci a Quarto alcuni ricchi territori del capitolo della Cattedrale denominati "Garsia", il clero astese si ribellò all'invasione dell'esercito comunale appellandosi all'intervento del vescovo Landolfo con la minaccia di abbandonare la cattedrale e la città.
Il vescovo Landolfo, succeduto a Oddone, venne messo così alle strette, ma l'episcopato che aveva concesso molte libertà agli astigiani non era più potente come un tempo.

Il vescovo tentò di mediare la diatriba senza giungere allo scontro armato: gli astesi avrebbero restituito la canonica dietro un compenso di cento lire.
Questa si rivelò la prima vittoria politica del comune sull'episcopato, che fu costretto a sottostare alle mire espansionistiche comunali cedendo per la prima volta il suo secolare dominatus.
Negli anni a seguire si assistette a continui contrasti tra Comune e Vescovo per il dominio dei territori del contado: da un lato Landolfo cercò di stringere vincoli vassallatici con le castellanie del contado, dall'altro il comune cercò di espandere il proprio dominio il più possibile tramite acquisti, sottomissioni ed infeudazioni.
I contrasti si acuirono a tal punto che sia Ogerio Alfieri che Guglielmo Ventura raccontarono nelle loro "cronache" di una forte contrapposizione nel primo quarto del XII secolo tra le due istituzioni ed ancora Ogerio narra di un incendio della città nel 1143 ad opera del vescovo Nazario I:
(Ogerio Alfieri, Fragmenta de gentis astensium)
Mentre il Codex Astensis riporta la notizia dell'incendio della città, il Bosio non è dello stesso avviso visto la completa mancanza di altri documenti che testimoniano la presenza di Nazario ad Asti e la totale assenza della notizia dell'incendio nel memoriale di Guglielmo Ventura.
Tra il 1135 ed il 1150 il Comune con l'intento di controllare le grandi vie commerciali e di comunicazione verso la Francia e verso la Liguria, ampliò i proprii dominii grazie a dedizioni volontarie da parte dei nobili del contado: così nel 1135 il marchese Ardizzone II cedeva parte di Felizzano e il castello di Calliano, i signori di Ferrere, Dusino, Valfenera e Vigliano, facevano atto di sottomissione; nel 1149, Ottone Boverio, ottavo figlio del marchese Bonifacio del Vasto, cedeva ad Asti la metà della contea di Loreto aprendo così agli astigiani l'accesso al mare in cambio dell'alleanza contro il nemico comune: il Marchesato del Monferrato

### I rapporti con Federico Barbarossa

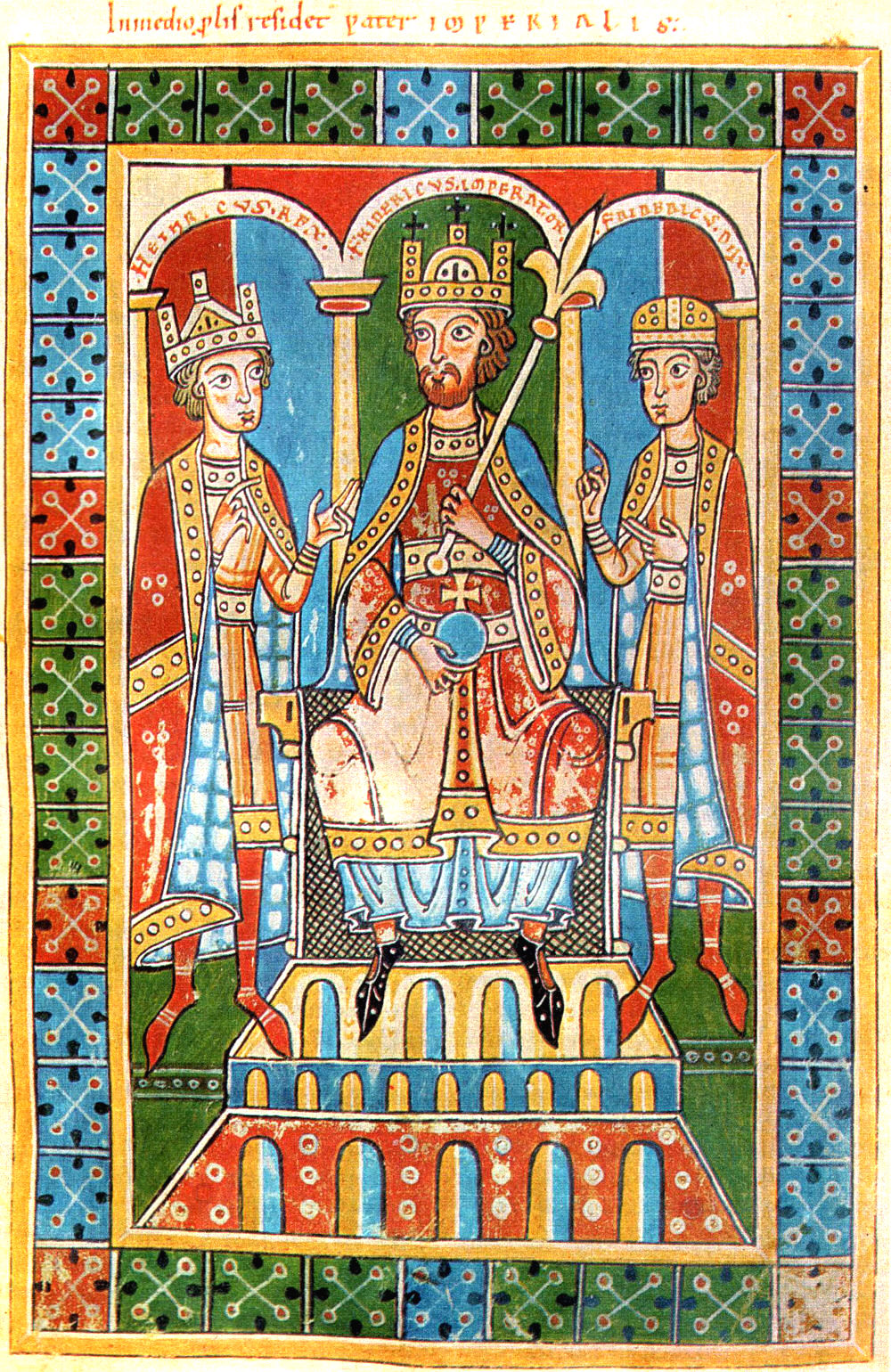
Miniatura di Federico I Barbarossa tra i suoi figli, Enrico e Federico

Nel 1154 Federico I di Svevia conosciuto anche come Federico Barbarossa, in qualità di imperatore del Sacro Romano Impero, discese in Italia per riaffermare gli antichi diritti e privilegi sui suoi dominii italiani e per ricondurre all'obbedienza quei comuni che si erano resi troppo indipendenti.
Alla testa di un piccolo esercito giunse in Italia e fu incoronato re a Monza (o a Pavia), dopodiché convocò una dieta a Roncaglia in cui revocò tutte le regalie usurpate dai Comuni sin dal tempo di Enrico IV.
A Roncaglia era presente anche il vescovo astigiano Anselmo che sostenuto anche da Guglielmo del Monferrato, mosse alcune lagnanze sul comune astigiano, reo di aver usurpato domini e potere all'episcopato astese.
Dopo aver distrutto prima Como e Lodi, nel 1155 l'imperatore distrusse Chieri e mentre gli astigiani fuggivano ad Annone, le truppe imperiali, probabilmente unite a quelle del Monferrato distrussero le mura ed abbassarono le torri della città.
La città di Asti passò tra le città fedeli dell'impero e nel gennaio 1159 Federico Barbarossa presso la corte regia di Marengo emanò un diploma a favore di Asti in cui prendeva la città sotto la sua diretta giurisdizione insediando tre podestà: Carioth, Robaldo Gardini e Pietro Cortese.
Inoltre, ai tre reggitori venivano assegnate il vescovado ed alcune terre tra cui il castello di Annone. La città per contro si impegnava a versare una tassa di 200 marchi d'argento annui nel giorno di San Martino. In questo modo, il Barbarossa si assicurava l'appoggio del più potente comune del Piemonte nella lotta contro i Comuni lombardi.
Nel 1168 però, l'aumento del potere della Lega lombarda, costrinse l'imperatore a far velocemente ritorno in patria. È probabile che Asti, venendo a mancare il principale protettore del marchesato del Monferrato, si sia unita alla Lega in quel periodo. L'alleanza con gli astigiani e la fondazione della città di Alessandria, avrebbero potuto sbarrare la via piemontese per un eventuale nuova discesa dell'imperatore.
Tra il 1169 ed il 1171, Asti strinse accordi con Alba, Alessandria ed Enrico Guercio del Vasto. Il 19 giugno 1172, a Montebello, sconfisse con altre 8 città della Lega il Marchese del Monferrato. Asti fu incaricata a dettare le condizioni della resa: consegna dei paesi di Portacomaro e Felizzano, il castello di Uzzone (Trino) e la consegna di ostaggi.
Vinto il marchese di Monferrato, Asti si rivolse verso i dominii del conte Uberto di Biandrate che confinava a nord con il comune. Unendosi alla città di Chieri, sconfisse il conte nel 1172, che fu costretto a liberare da ogni pedaggio gli astesi.
Sollecitato da Pavia e dal marchese del Monferrato, il Barbarossa ridiscese in Italia nel settembre del 1174 attraversando la valle di Susa.
Appena l'imperatore giunse alle porte della città, gli astesi si arresero ed ebbero l'immunità mediante il pagamento di una forte somma di denaro. Asti venne giudicata come traditrice dalle consorelle della Lega Lombarda, anche se è probabile che la città stava maturando già da un po' di tempo il passaggio sotto le file imperiali per paura di ritorsioni del marchese di Monferrato e del conte di Biandrate.
Federico assediò Alessandria, ma dopo alcuni mesi di lotta desistette dalla sua conquista e proprio mentre, aggregatesi le truppe di rinforzo, aveva appena ripreso la marcia verso sud, l'imperatore venne travolto a Legnano, il 29 maggio 1176, dall'esercito della Lega, incappando in una disastrosa sconfitta.
Poiché dopo la vittoria, la Lega si stava sfaldando a causa di contrasti e rivalità interne fra i Comuni, si giunse così alla "pace definitiva" di Costanza, il 25 giugno 1183: l'imperatore riconosceva la Lega e faceva alle città che la componevano concessioni riguardanti tutti gli ambiti, amministrativo, politico e giudiziario.
La città di Asti ebbe dalla pace di Costanza un aumento del proprio potere politico ed economico e nel 1186, per la " constanciam fidei  " verso l'imperatore e per il suo aiuto nella lotta contro Cremona e Manfredi, venne liberata da tutti gli "appelli" da 25 lire in giù.
Nel 1188 il Comune ottenne la dedizione del marchese di Busca, un dodicesimo del castello di Mombercelli e di Malamorte (Belveglio); nell'anno successivo, altri signori di Mombercelli seguivano i precedenti, così come l'anno dopo il marchese di Ceva e di Incisa.
Molti furono i possedimenti acquistati dal Comune tra cui quello di Castell'Alfero (1189).

### La guerra contro il marchese del Monferrato
Negli ultimi decenni del XII secolo e nel primo del XIII, Asti fu impegnata su più fronti: il marchese del Monferrato Bonifacio I con l'aiuto del conte di Biandrate, il marchese di Saluzzo, il marchese di Busca Manfredi Lancia, ed Alba, mossero le loro truppe per conquistare molti territori astigiani.
Per contro Asti era alleata con Alessandria, Chieri ed i marchesi Del Carretto.
La maggior parte degli scontri che avvennero tra il 1192 ed il 1194 arrisero agli astigiani ed ai suoi alleati, merito anche del podestà Piacentino Giacomo Stretto, che resse la città in quel periodo ottimamente sia sotto il profilo diplomatico che militare.
Nel 1198 Asti, Alessandria e Vercelli si coalizzarono contro il Marchese di Monferrato e durante gli scontri, gli astigiani occuparono Castagnole e fortificarono alcune proprietà del Comune presso la località di Costigliole quale baluardo contro i feudi aleramici.
Gli scontri portarono dalla parte del Comune i signori di Lanerio e di Canelli.
Bonifacio abbandonò le lotto in Piemonte nell'estate 1201, a sostituire Tebaldo III di Champagne, per comandare la IV Crociata, lasciando il comando al figlio Guglielmo VI del Monferrato.
Egli stipulò una pace separata con Alessandria e strinse un accordo con Alba per attaccare la città di Asti.
Le lotte durarono fino al 1207. Asti non solo riuscì ad aver ragione degli avversari, ma al termine delle lotte, vide il suo dominio accresciuto, trovando a nord-est una strenua resistenza di Alessandria e del Monferrato sviluppò la sua espansione a sud-ovest dove solo il forte baluardo di Alba, si opponeva al suo dominio, conquistando la città di Mondovì (il 1º settembre 1205, i cittadini monregalesi ottenevano la cittadinanza astese), la dedizione di Cuneo e l'alleanza con Savigliano.
Nel 1205 presso Tonco le truppe del Marchese del Monferrato subirono una sconfitta disastrosa che lo costrinsero l'anno seguente a chiedere la pace con Asti.
Il 30 aprile 1206, sulla piazza del Duomo di Asti, in pubblica assemblea, il marchese Guglielmo di Monferrato giurò sul Vangelo e promise al podestà albese Lantelmo di Monza di mantenere ed osservare le clausole della pace, in cambio il Comune otteneva una parte di Loreto ed i paesi di Calliano, Mombercelli, Belveglio.
Infine il Comune acquistò molte terre di Langa da Ottone ed Enrico Del Carretto che vennero infeudati delle terre vendute, cedendo inoltre ad Asti i territori rimanenti di Loreto e Castagnole delle Lanze.

## XIII secolo

### Federico II di Svevia

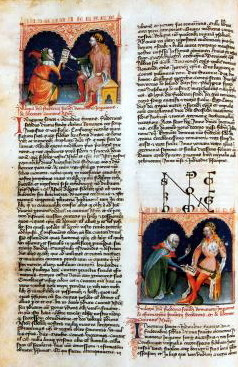
Codex Astensis, Federico II di Svevia concede i privilegi alla città.

L'improvvisa morte di Enrico VI nel 1196, portò ad un periodo di lotte e contrasti in tutta Europa, in Piemonte, il comune di Asti assediò Annone, che era diventata di proprietà imperiale, per riconquistarla.
Ottone IV, dopo la sua elezione, scendendo in Piemonte, inviò ad Asti un diploma che rivendicava i diritti imperiali sull'abitato ed il castello di Annone. Riottenuta la proprietà vi insediò un certo Corrado a cui affidò anche mansioni diplomatiche e di collaborazione con i marchesi di Saluzzo.
Nel 1212, il giovane Federico II, " il fanciullo di Apulia" sbarcò a Genova con una scorta armata inviato in Germania da papa Innocenzo III per recuperare la corona tedesca.
Il giovane svevo transitò per Asti che si schierò subito dalla sua parte ed inviò anche un contingente armato per proteggerlo lungo il viaggio.
Il 27 luglio 1214, nella battaglia di Bouvines, Filippo Augusto re di Francia, alleato di Federico, sbaragliò Ottone IV alleato degli inglesi che abbandonò le mire sull'impero ritirandosi nei propri feudi sassoni.
Alla dieta di Basilea, gli scaltri mercanti astesi, offrirono a Federico un prestito di mille marchi d'argento per Annone con l'accordo di tenerlo fino all'estinzione del debito.
Nel diploma del 1219 l'imperatore concedette alla città di Asti i privilegi già ottenuti dai suoi predecessori ed in quello del 1220 concedette Annone dietro il versamento di un nuovo prestito di 800 marchi.
Nel 1224, Tommaso I di Savoia, detto di Fiandra, diventò vassallo del Comune e fu obbligato ad acquistare casa in città.
Nel maggio del 1237 alcuni violenti tumulti, organizzati da famiglie ostili a papa Gregorio IX, costrinsero quest'ultimo a fuggire in Umbria. Federico, cui faceva molto comodo politicamente apparire come il difensore della Chiesa, accorse in armi, sconfisse i ribelli a Viterbo (ottobre 1237) e ristabilì Gregorio sul trono romano (1238).
Tuttavia egli era sceso in Italia con il proposito di sottometterla all'impero germanico, favorendo l'instaurarsi di signorie ghibelline a lui amiche. Il 27 novembre 1237 a Cortenuova, l'imperatore colse una notevole vittoria sulla Lega Lombarda.
Il territorio italiano venne diviso in cinque vicariati ed il Piemonte con parte della Lombardia (da Pavia in su) costituì il secondo, affidato ad un legato generale per l'amministrazione.
Dopo Cortenuova, il marchese Bonifacio abbandonò subito la lega per passare con l'imperatore. Come suo vicario, Federico lasciò Manfredi Lancia, che avrebbe desiderato colpire Asti che però era rimasta filo-imperiale e quindi, con l'aiuto di Alba fondò Cherasco nel novembre del 1243 per arginare le mire espansionistiche e commerciali del Comune.
Dopo il 1245, casa Savoia rimase stabilmente fedele all'imperatore anche dopo la scomunica di questo da parte del pontefice Innocenzo IV e le offerte del papato a favore di Amedeo IV ma nel 1250, l'imperatore morì prematuramente ed i Savoia furono pronti a voltare le spalle all'impero per il papato.
A questo punto, le tradizionali nemiche Alba ed Asti, si allearono per arginare l'espansione territoriale sabauda nel Piemonte meridionale.

### Guerra contro Tommaso II di Savoia
Dopo la morte di Federico II, Tommaso di Savoia sposò una nipote di Innocenzo IV ed aumentò notevolmente il proprio peso politico e militare, questo creò attriti con gli astigiani che inevitabilmente portarono allo scoppio di una guerra.
Dopo un anno di scontri, alla fine del 1255 Tommaso subì una cocente sconfitta presso Moncalieri, dove venne fatto prigioniero.
Gli astigiani lo tennero prigioniero per quasi due anni. Le conseguenze di questo atto furono durissime per il Comune: in tutta Europa i sovrani reagirono con rappresaglie e carcerazioni dei mercanti astigiani e molte volte il Comune dovette intervenire nella liberazione con cospicui esborsi di denaro

### Carlo I d'Angiò

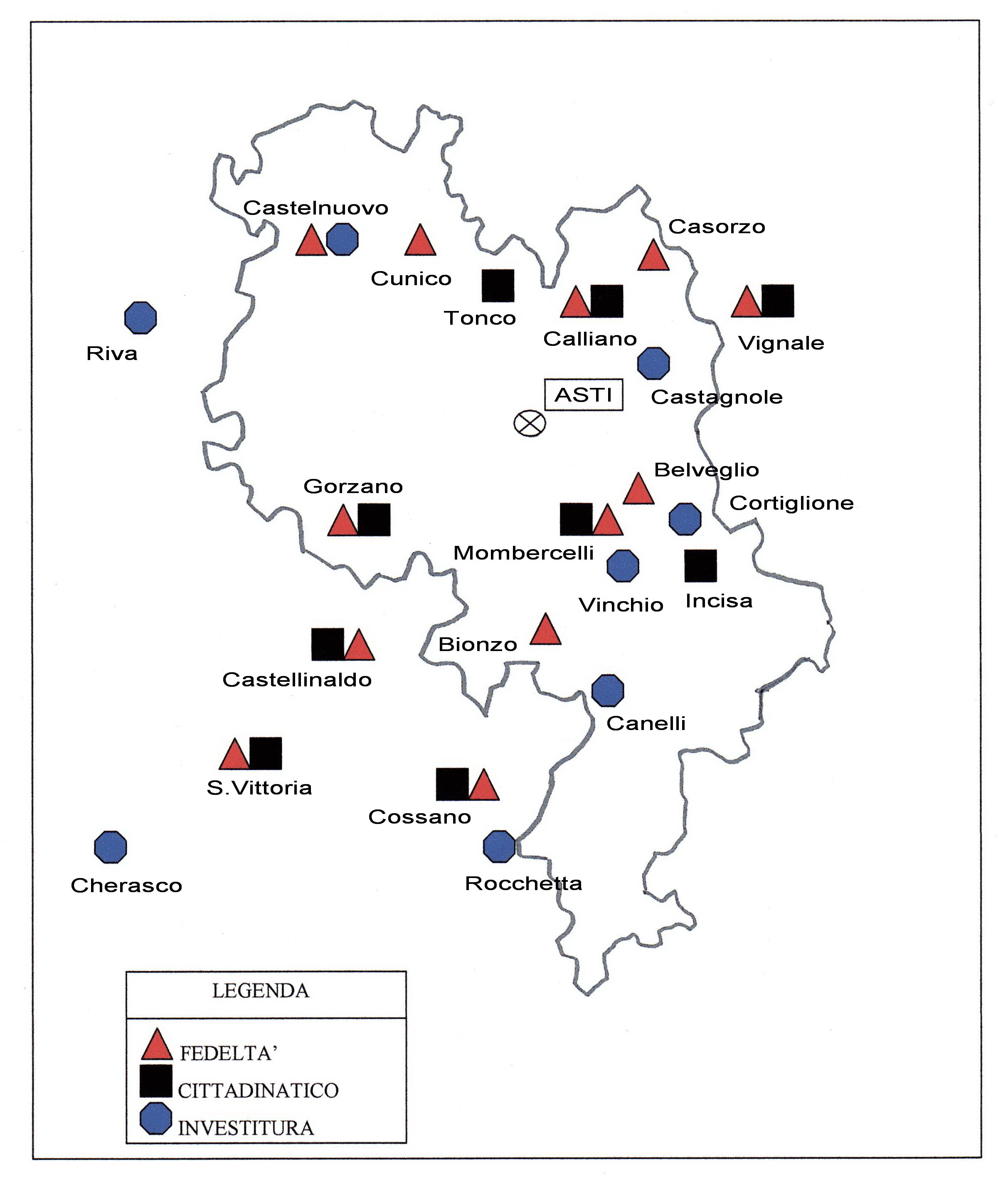
Sviluppo territoriale della repubblica di Asti dopo la vittoria di Roccavione del 1275 (in neretto è indicato l'attuale perimetro della provincia di Asti)

Nella primavera del 1259, alla morte di Tommaso II di Savoia, Carlo d'Angiò approfittando delle lotte tra Asti ed i Savoia cercò di avvantaggiarsi della situazione che aveva logorato gli astigiani.
L'Angioino, coagulò attorno a sé oltre alle tradizionali forze nemiche degli astigiani anche quelle dei molti loro alleati che però temevano un aumento dello strapotere del comune di Asti.
Nel 1259, il Provenzale stipulò un accordo con la città di Cuneo per il transito delle proprie truppe attraverso il Colle di Tenda e nei mesi seguenti ottenne la sottomissione di Alba, Cherasco, Savigliano, Bene e Mondovì.
Il conflitto durò circa 15 anni creando anche una profonda frattura tra Comune e Vescovado. In un primo tempo le due parti si videro alleate perché l'Angiò aveva occupato molti territori della Chiesa astigiana, ma intorno al 1270, quando il re restituì al vescovo i beni precedentemente sottratti in cambio della metà di Mondovì, Corrado di Cocconato andò in collisione con le strategie del Comune.
A questo punto, molti vassalli e famiglie fedeli all'episcopato si schierarono con il partito angioino e nel 1274 quando l'esercito astese venne sconfitto presso Cossano Belbo con molti prigionieri astigiani deportati ad Alba ed Aix-en-Provence, molte famiglie nobili del contado passarono dalla parte di Carlo I consegnandogli i proprii castelli.
Il Comune non si perse d'animo e stipulò un accordo con Genova ed il Marchese del Monferrato e nel 1275 in seguito ad una guerra di riconquista ritornò in possesso di alcuni territori. Il 10 agosto 1275 mentre erano ancora in territorio nemico in segno di scherno, gli astigiani corsero il loro tradizionale Palio sotto le mura della città di Alba.
(Guglielmo Ventura, Memoriale (Capitolo X))
La battaglia di Roccavione del 10 novembre 1275, in cui gli astigiani sconfissero le truppe reali, sancì il declino di Carlo I d'Angiò. 
Il re si ritirò in Provenza e la città di Alba fu costretta a cedere Bra, il consorzio di Carassone, Bredulo e Morozzo agli astigiani.

### Guelfi e ghibellini

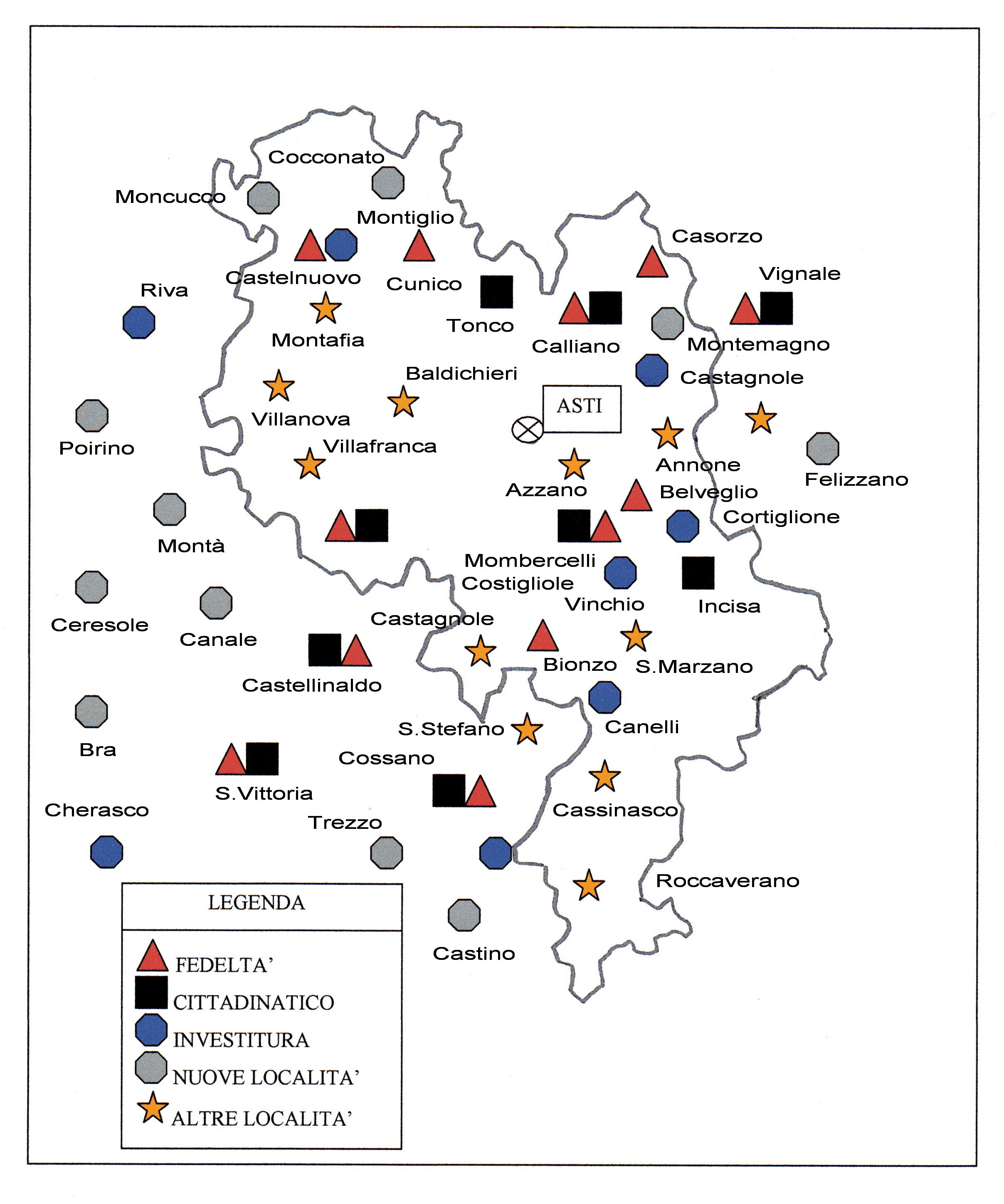
Sviluppo territoriale della Repubblica dopo la cattura di Guglielmo del Monferrato 1290

Tra il 1268 ed il 1272, re Carlo I tentò a più riprese di portare la città di Asti sotto la propria dedizione, ma senza successo.
Ad auspicare questo sviluppo politico fu anche la fazione astigiana guelfa capeggiata dalla famiglia Solaro. Questi erano vassalli del vescovo ma tenuti ai margini del governo della città.
Nel 1271, Francesco e Bonifacio Solaro durante un'assemblea civica alle " volte del duomo " aggredirono a sassate Robaldo Catena, suocero di Ruffino Guttuari.
Ruffino apparteneva alla fazione ghibellina detta dei "Becchincenere" che al contrario cercava accordi con il Marchese di Monferrato per venire a capo del potere cittadino.
Il risultato di questa lite fu l'accendersi nei mesi a venire di scontri tra le due fazioni che portarono alla morte di molti rappresentanti dei due schieramenti tra cui Robaldo Catena.
Le forti tensioni e le lotte intestine delle famiglie astigiane, si svilupparono in un momento molto delicato per la sopravvivenza della repubblica astigiana: stretta nella morsa militare dell'Angioino, non poteva permettersi l'allontanamento o il bando dei suoi cittadini più facinorosi per non ridurre notevolmente le proprie milizie.
La vittoria di Roccavione del 1275, avvenuta grazie allo schieramento dei Guttuari con i loro alleati (primo tra tutti il Marchese del Monferrato), portò da un lato all'allontanamento del pericolo dell'inglobamento della città nei dominii angioini e dall'altro all'ascesa della fazione ghibellina con un conseguente ridimensionamento di quella guelfa.
Tra il 1288 ed il 1292 il popolo cominciò ad avere un ruolo fondamentale nel governo della città di Asti. Questo è ben evidente nei cittadinatici di Popolo stipulati in quegli anni.
Questo comportò l'ingresso di "cives" cioè membri della società magnatizia del contado astigiano nelle "Società del Popolo".
Nel 1289, con lo scoppio della guerra contro il Marchese di Monferrato, le famiglie ghibelline ed in particolare i Guttuari (l'ala più estrema), ree di aver siglato accordi con gli Aleramici, vennero allontanate dai posti nevralgici di comando del Comune che vennero occupati dai Solaro ed i loro alleati.
Nel novembre dello stesso anno, Asti entrò nella lega con Milano, Pavia, Piacenza, Brescia ed il conte Amedeo V di Savoia contro il Monferrato e dopo una prima vittoria di quest'ultimo nella piana di Quarto (19 marzo 1290) l'esercito leghista ricacciò le truppe aleramiche e sferrò una controffensiva che portò alla conquista astigiana di Vignale (20 agosto 1290).
A completare il proprio successo, il 10 settembre 1290 gli astigiani, grazie ad uno stratagemma, catturarono in Alessandria il Marchese Guglielmo VII, lo condussero in carcere e dopo due anni morì.
Il 26 dicembre 1292, la pace venne siglata a Nizza con la supervisione di re Carlo II

## XIV secolo

### La guerra civile
Anche se la guerra con i nemici esterni alla Repubblica era cessata, non cessarono gli scontri tra le due fazioni all'interno della città.
Nel 1297 i Guttuari misero in fuga i Solaro e si impossessarono del Castel vecchio, antica dimora del vescovo astigiano. L'occupazione di una delle zone militarmente più importanti della città era un segno dell'imminente pericolo di scontri tra le due fazioni.
Occupare l'antica sede episcopale, non significò solamente impossessarsi di un punto strategico importante, ma anche sotto l'aspetto psicologico, inflisse un duro colpo alla fazione dei Solaro da sempre alleata alla Chiesa d'Asti.
Per celebrare e ricordare questa impresa, le due famiglie ghibelline più importanti (Guttuari, Isnardi) che avevano già legami commerciali e di sangue, si costituirono nell'Hospicium De Castello, a cui si unì sul finire del XIII secolo anche la famiglia Turco.
Anche i Solaro per controbattere a questa forte alleanza si costituirono in hospicium, legandosi ai Cazo ed ai Mignano.
La tensione culminò nel 1302 quando Manuello Solaro venne assassinato da Guglielmo Turco. Gli scontri divamparono in tutta la città dividendola in due fazioni: con i De Castello erano schierati gli Alfieri, Lunelli, Scarampi, Voglietti, Vischi, Testa, Di San Giovanni, Pallio, Catena, Gardini, Borgognini, Cacherano, Buneo, la maggior parte dei Roero, Pelletta, Asinari e Lajolo; con l'Hospicium dei Solaro si schierarono i Malabayla, Garretti, Troja, De Curia, Falletti, Ricci, Damiani, Perla, Casseni ed alcuni rami dei Lajolo, Roero, Asinari, Pelletta.
La maggior parte del popolo si schierò verso i guelfi ed i Guttuari, vistisi in minoranza nel maggio del 1303, aprirono le porte della città presso San Lorenzo all'esercito del Marchese del Monferrato, di Saluzzo ed Incisa.
Dopo uno scontro in piazza San Martino la fazione guelfa fuggì dalla città trovando asilo ad Alba e Chieri. La rappresaglia dei ghibellini fu durissima: vessazioni verso gli alleati dei Solaro e distruzione di tutte le loro case. Ai tre marchesi vennero restituite tutte le terre perse nelle precedenti guerre.

Dopo circa un anno il 3 maggio 1304, i Solaro con l'aiuto di Alba e Chieri, raggrupparono un esercito di 200 cavalieri e 5000 soldati che con il favore della popolazione entrarono dalle mura occidentali della città e presso il convento di Sant'Anna ed in seguito in piazza delle erbe (l'odierna Statuto), sconfissero i ghibellini che si rifugiarono nei domini del Marchese di Monferrato.
Anche la vendetta dei Solaro fu molto dura: uccisioni, confische e repressioni non si fecero attendere, anche le abitazioni dei Guttuari vennero abbattute.
In più riprese i fuoriusciti tentarono di riappropriarsi della città, prima con l'aiuto del Monferrato (1304-1305) ed in seguito con il conte Amedeo di Savoia ed il principe di Acaia (1306), ma i Solaro riuscirono sempre a resistere alle pressioni sia militari che diplomatiche, ma quando si accorsero che i De Castello stavano stringendo accordi con Enrico VII, il 28 luglio 1310 stipularono un atto di dedizione a Roberto d'Angiò: dietro il versamento di 100 marche d'argento annue ebbero in cambio la sua protezione. Il 10 agosto il re venne accolto con un sontuoso banchetto presso il convento dei Francescani.

### Fine della Repubblica

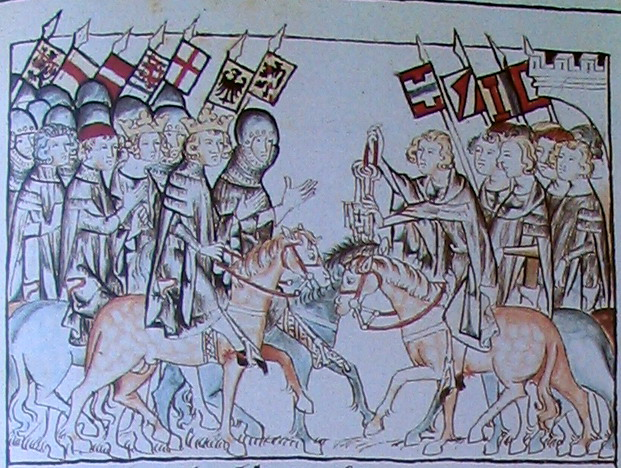
Enrico VII fa il suo ingresso in Asti. Dal manoscritto Bilderzyclus von Kaiser Heinrichs Romfahrt del 1340.

Il 10 novembre 1310 Enrico VII di Lussemburgo, di dantesca memoria, giunse ad Asti per sottomettere e pacificare la città ormai da quasi cinquant'anni in balia di continue guerre civili. L'imperatore era accompagnato dal cognato Amedeo V di Savoia, suo vicario in Piemonte.
Durante il soggiorno, durato quasi un mese, fece rientrare la fazione ghibellina dei De Castello e nello stesso refettorio dei Francescani tenne una solenne adunanza a cui partecipoarono oltre all'Acaia e al Savoia, Tebaldo vescovo di Liegi, Giraldo vescovo di Sabina, Aimone vescovo di Ginevra, Guido II Valperga vescovo di Asti dove confermò alla città tutti i privilegi, ma rinnovò completamente il Consiglio Maggiore: il Podestà e il Capitano del popolo vennero sostituiti da Nicola Bonsignore senese, vicario imperiale.
L'imperatore lasciò la città il 12 dicembre 1310 alla volta di Milano. In segno di sottomissione gli astigiani aggregarono 100 militi e più di 1000 fanti a supporto dell'imperatore impegnato in alcune battaglie in Lombardia, ma dopo pochi anni le troppe tasse e le vessazioni dei vicari imperiali (Amedeo V di Savoia e Filippo di Acaja), specialmente contro le famiglie guelfe, resero la città insofferente verso il sovrano.
Con l'aiuto del siniscalco angioino Ugo del Balzo, i Solaro ricacciarono la fazione ghibellina dei De Castello dalla città e il 17 aprile 1312 il governo firmò un atto di dedizione a re Roberto d'Angiò.
Enrico VII avuta la notizia dichiarò la città nel bando imperiale ascrivendola tra le città ribelli, ma il 24 agosto 1313, a Buonconvento, vicino a Siena morì svanendo ogni sua possibile rivalsa.
Dopo quasi tre secoli di libertà era la fine della repubblica astese, l'agonizzante governo astigiano che in passato aveva combattuto con tutte le sue forze la famiglia angioina fu costretto a fare atto di sottomissione.
e li dichiarò caduti nel bando imperiale.

Pochi giorni dopo, cioè alli quattro agosto,morì egli a Buonconvento per il mal di pietra,
 e così svanì ogni timore di vendetta per parte sua.
Gli Astesi intanto continuarono per qualche tempo a reggersi da sé medesimi;

ma avendo il re Roberto con sue lettere delli quattro marzo 1314 pur finalmente confermata la convenzione surriferita,
 essi passarono interamente sotto la signoria di lui, ed i loro fasti repubblicani finirono.»
(S.Grassi, Storia della città di Asti, volume Primo, Asti 1890, pg.269)

### La dedizione alla casa d'Angiò
I cambiamenti nell'amministrazione della città furono minimi: al podestà il re sostituì un vicario regio, mantenendo il consiglio di credenza.
Il Comune ottenne che i propri cittadini fossero liberi da qualsiasi gabella o pedaggio nelle località del regno e potessero commerciare liberamente ed il re era obbligato a proteggere i mercanti astigiani da eventuali sequestri dei beni ad opera dei Savoia o degli Acaia.
La dedizione scatenò la reazione furibonda di Amedeo V di Savoia che sequestrò le casane astigiane nei proprii dominii e solamente l'esborso di denaro ed interventi diplomatici degli astigiani permisero di reimpossessarsi dei loro beni.
Per 35 anni la fazione guelfa capeggiata dai Solaro governò la città, anche se nel contado la guerriglia e le rappresaglie continuarono.
Nel 1314, i Solaro devastarono Settime e fecero incursioni a Riva e Poirino, per contro i Guttuari conquistarono Mombercelli. Tra il 1314 ed il 1315, vi furono lotte a Viarigi, Villanova, Buttigliera, Moncalieri, Revignano, Masio, Vinchio, Belveglio, Costigliole, Loreto, Castagnole delle Lanze, Montegrosso, Govone, Vigliano, Montaldo Scarampi, Isola d'Asti, San Marzanotto, Montemarzo.
Nel 1319, Ugo del Balzo, di ritorno dopo un'azione presso Novi, cadde in un'imboscata delle truppe Viscontee e re Roberto inviò a sostituire il siniscalco il suo vicario generale Raimondo di Cardona.
Nel 1332, Roberto d'Angiò riuscì a far firmare una pace tra le due fazioni, ma dopo appena due anni gli scontri ripresero ed i Guttuari, approfittando che il re era impegnato a contrastare l'ascesa di Federico d'Aragona appoggiati da Giovanni II Paleologo, marchese di Monferrato il 26 settembre 1339, penetrarono in città riuscendo a mettere in fuga le milizie guelfe.

### Giovanni II Paleologo
Con l'atto del 9 ottobre 1339, Giovanni II fu proclamato governatore della città di Asti. Il mandato avrebbe avuto durata di 4 anni e dietro un compenso annuo di 500 lire astesi.
Giacomo d'Acaia e le truppe angioine cercarono di reimpossessarsi della città, ma ogni tentativo fu vano. Nel febbraio del 1340 gli astigiani ed i monferrini sconfissero l'Acaia presso Riva, ma questo fu uno degli ultimi scontri che arrisero alla fazione dei De Castello.
Tra il 1341 ed il 1342, molti furono gli scontri e la città si trovava ormai circondata.
La coalizione dei Solaro con gli Acaia, Alba e le truppe angioine si fece minacciosa al punto tale che gli astigiani di concerto con il vicario del Monferrato conte Pallavicino, decisero di assoggettarsi completamente ai Visconti di Milano. Il 10 agosto 1342 quattro ambasciatori astigiani vennero inviati a Milano e fecero atto di dedizione a Luchino Visconti. Il 14 agosto il condottiero lombardo accettò.

## Sviluppo urbanistico della città
La città, fino alla fine del XII secolo rimase sostanzialmente priva di mura, solamente con alcune zone strategiche fortificate.
Lo sviluppo ed il consolidamento della Repubblica, di conseguenza fece aumentare anche le risorse economiche e organizzative a disposizione della città. In un primo tempo il perimetro cittadino fu delimitato con palizzate, terrapieni e fossati definite “sepes” che la preservavano da pericoli esterni.
Dopo la metà del XIII secolo avvenne la costruzione della prima cinta muraria. Questo primo recinto venne munito di porte fortificate da permettere le comunicazioni con l'esterno e di quattro castelli.
Ogerio Alfieri, racconta che nel 1280 la città risultava cinta di belle mura nuove (il recinto dei nobili), con sobborghi esterni popolosi.

## Estensione territoriale
Massima estensione territoriale della Repubblica Astese nel 1300
     Attuali confini della Provincia di Asti

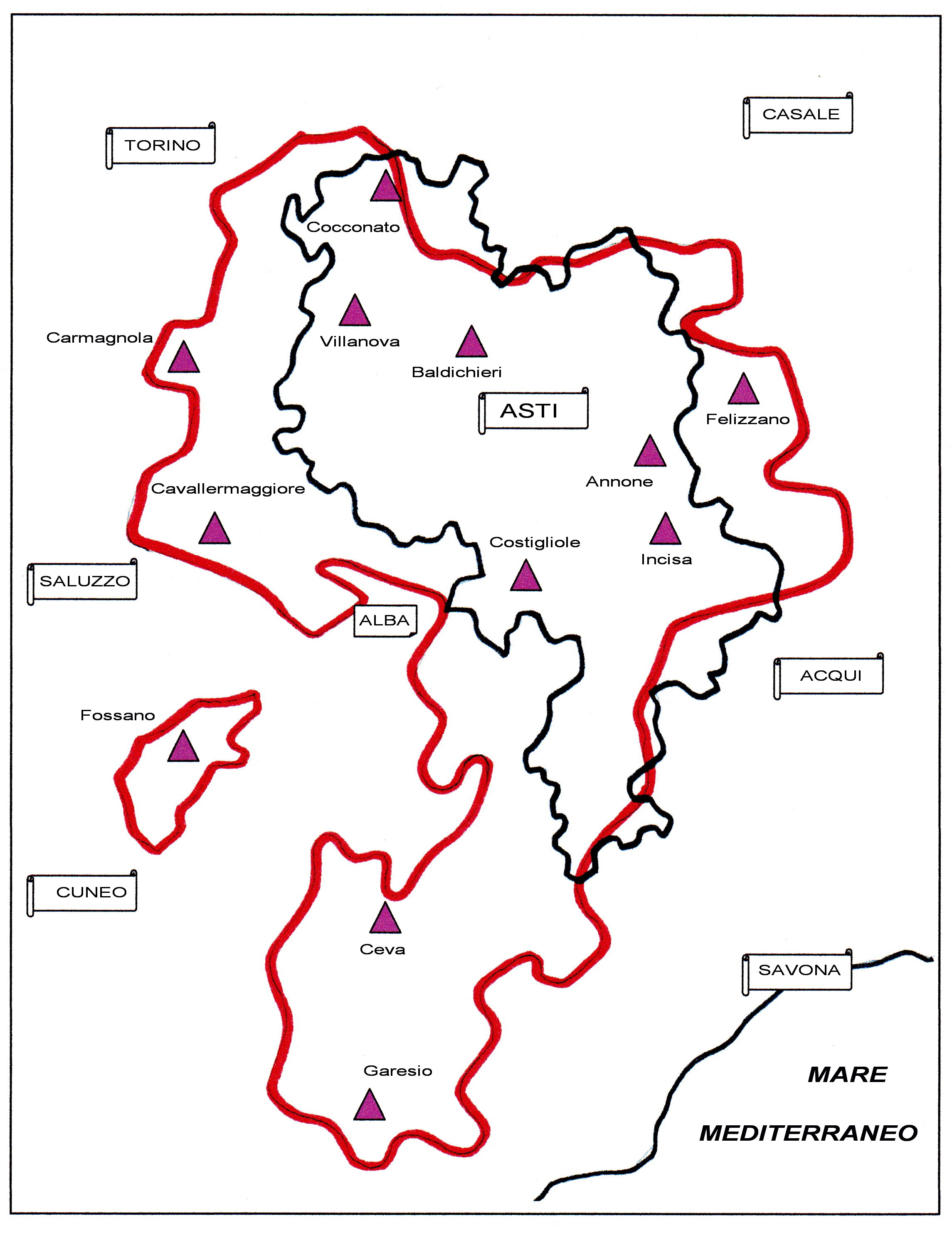
Massima estensione territoriale della Repubblica Astese nel 1300
Attuali confini della Provincia di Asti

Il Codex Astensis rivela che all'inizio del XIV secolo (periodo di massima espansione) il territorio che gravava sulla Repubblica di Asti confinava:
- ad est con il Marchesato del Monferrato con i paesi di Villadeati, Moncalvo, Grazzano, Viarigi e Fubine; con Alessandria tramite Quargnento, Solero ed Oviglio; nuovamente con il Monferrato con Mombaruzzo, Acqui e Bistagno; con i Marchesi del Carretto tramite i feudi di Spigno, Dego, Millesimo, Cairo e Calizzano
- a sud il territorio arrivava fino all'appennino ligure e con la Provenza tramite Ormea
- ad Ovest confinava con Cuneo ed il Marchesato di Saluzzo, il principato di Acaja tramite Racconigi e Carignano.
- a nord con il territorio di Chieri fino a Villastellone e nuovamente dopo Sciolze con il Marchesato del Monferrato.

Il territorio comprendeva le città di Mondovì, Fossano e Carmagnola oltre a 313 terre per un totale di circa 446.600 abitanti.

## Organizzazione politica-amministrativa
La prima notizia dei Consoli si trova nel documento 635 del Codex Astensis del 28 marzo 1095. Inseriti in un primo tempo nel governo vescovile venivano nominati in numero di quattro a reggere la repubblica astigiana.
Dopo i primi anni, a seguito di discordie civili, si attraversò un periodo in cui si alternarono periodi consolari con periodi podestarili, fino a raggiungere il governo del podestà affiancato da quattro "savi" e dal consiglio di credenza.
Dal 1224 i Consoli non furono più presenti nell'elenco del Codex Astense.
Il podestà era un personaggio forestiero da poter garantire la equidistanza da tutte le parti della città. Si insediava con i propri magistrati ed aveva potere decisionale in materia esecutiva, rappresentativa e militare, era anche giudice supremo in materia civile e penale. La carica durava un anno e nell'ultimo mese gli era vietato di redigere atti pubblici.
Il consiglio di credenza era un organismo istituzionale con poteri consultivi e deliberativi.
In seguito (secondo decennio XIII secolo) il consiglio si sdoppiò in due camere: una credenza maggiore ed una minore.
Il numero dei credendari variò da 60 nel primo elenco del 1188 fino a superare le 160 unità alla fine del XIII secolo.
Nel 1224 per la prima volta sono citate le Quattro Società del Popolo, formate direttamente dalle società rionali del popolo.
A contrapposizione delle società del popolo venne a costituirsi la Società dei Militi, costituita dai nobili della città.
Nel 1250 si costituì anche la Società di San Secondo, una società del popolo superterritoriale che accoglieva rappresentanti delle famiglie nobili astigiane che non erano confluiti nella Società dei Militi.
Le quattro Società del Popolo più quella di San Secondo confluirono nella Societas Populi costituita da 200 consiglieri divisi nelle quattro circoscrizioni della città, un capitano eletto annualmente e quattro rettori.
Nel 1257 si affiancò anche la figura del podestà del popolo a capo della Società del Popolo.
La Società del Popolo ebbe un grande sviluppo sotto il governo dei Solaro nel periodo della dedizione alla casa di Angiò. Nel 1340, con l'avvicendamento in città della fazione ghibellina, venne riorganizzata la Società dei Militi.
A capo di questa Società vi erano 4 rettori eletti trimestralmente, assistiti da sedici "anziani" o savi e da settanta credendari. Da quel momento in poi le due Società goderono gli stessi diritti davanti al Comune.

## Fonti
- Ogerio Alfieri, Fragmenta de gestis Astensium
- Guglielmo Ventura, Memoriale
- Secondino Ventura, Memoriale
- Codex Astensis